# Minnetonka-Riel
Minnetonka-Riel est une banlieue de Winnipeg situé le long de la rivière Rouge dans le district de Saint-Vital (Winnipeg) au Sud du quartier francophone de Saint-Boniface. 
Au recensement de la population de 2016, la ville comptait 4285 habitants. Les Franco-Manitobains constituent un peu moins de 20 % de la population.
La cité se dénomme Minnetonka-Riel en raison de la présence de la maison familiale de Louis Riel, fondateur métis de la province du Manitoba, qui est devenue un site historique sous le nom de Lieu historique national du Canada de la Maison-Riel. Sa mère Julie Riel et ses enfants y vécurent et la dépouille de Louis Riel y fut déposée pendant deux jours après son exécution. La ville est à la fois dénommée Riel au niveau fédéral et pour la mémoire des Franco-Manitobains et Minnetonka au niveau de la communauté urbaine de Winnipeg. 
La ville de Minnetonka-Riel possède un hôpital créé en 1931 par les Sœurs Grises sous le nom de Sanatorium de Saint-Boniface, et qui est devenu le centre Saint-Amant.